# Sci di fondo ai IV Giochi olimpici invernali - Staffetta maschile
La competizione della staffetta, già presente nel programma dei Campionati mondiali di sci nordico da Innsbruck 1933, debuttò in quello olimpico a Garmisch-Partenkirchen; si disputò il 10 febbraio presero il via 16 squadre nazionali. Il percorso si snodava dal monte Kochelberg al Olympia-Skistadion.

## Risultati
| Pos.    | Nazione        | Atleta                | Tempi Parziali | Tempo Totale |
| ------- | -------------- | --------------------- | -------------- | ------------ |
| Oro     | Finlandia      | Sulo Nurmela          | 42'34"         | 2:41'33"     |
| Oro     | Finlandia      | Klaes Karppinen       | 39'56"         | 2:41'33"     |
| Oro     | Finlandia      | Matti Lähde           | 39'49"         | 2:41'33"     |
| Oro     | Finlandia      | Kalle Jalkanen        | 39'14"         | 2:41'33"     |
| Argento | Norvegia       | Oddbjørn Hagen        | 41'32"         | 2:41'39"     |
| Argento | Norvegia       | Olaf Hoffsbakken      | 39'33"         | 2:41'39"     |
| Argento | Norvegia       | Sverre Brodahl        | 39'52"         | 2:41'39"     |
| Argento | Norvegia       | Bjarne Iversen        | 40'42"         | 2:41'39"     |
| Bronzo  | Svezia         | John Berger           | 42'49"         | 2:43'03"     |
| Bronzo  | Svezia         | Erik Larsson          | 39'39"         | 2:43'03"     |
| Bronzo  | Svezia         | Arthur Häggblad       | 40'34"         | 2:43'03"     |
| Bronzo  | Svezia         | Martin Matsbo         | 40'01"         | 2:43'03"     |
| 4       | Italia         | Giulio Gerardi        | 43'59"         | 2:50'05"     |
| 4       | Italia         | Severino Menardi      | 40'59"         | 2:50'05"     |
| 4       | Italia         | Vincenzo Demetz       | 41'51"         | 2:50'05"     |
| 4       | Italia         | Giovanni Kasebacher   | 43'16"         | 2:50'05"     |
| 5       | Cecoslovacchia | Cyril Musil           | 45'50"         | 2:51'56"     |
| 5       | Cecoslovacchia | Gustl Berauer         | 42'14"         | 2:51'56"     |
| 5       | Cecoslovacchia | Lukáš Mihalák         | 41'27"         | 2:51'56"     |
| 5       | Cecoslovacchia | František Šimůnek     | 42'25"         | 2:51'56"     |
| 6       | Germania       | Friedl Däuber         | 49'22"         | 2:54'54"     |
| 6       | Germania       | Willy Bogner          | 41'29"         | 2:54'54"     |
| 6       | Germania       | Herbert Leupold       | 41'37"         | 2:54'54"     |
| 6       | Germania       | Toni Zeller           | 42'26"         | 2:54'54"     |
| 7       | Polonia        | Michał Górski         | 46'37"         | 2:58'50"     |
| 7       | Polonia        | Marian Woyna-Orlewicz | 42'55"         | 2:58'50"     |
| 7       | Polonia        | Stanisław Karpiel     | 44'35"         | 2:58'50"     |
| 7       | Polonia        | Bronisław Czech       | 44'43"         | 2:58'50"     |
| 8       | Austria        | Alfred Rössner        | 49'19"         | 3:02'48"     |
| 8       | Austria        | Harald Bosio          | 45'00"         | 3:02'48"     |
| 8       | Austria        | Erich Gallwitz        | 45'13"         | 3:02'48"     |
| 8       | Austria        | Hans Baumann          | 43'16"         | 3:02'48"     |
| 9       | Francia        | Robert Gindre         | 47'15"         | 3:03'33"     |
| 9       | Francia        | Fernand Mermoud       | 46'06"         | 3:03'33"     |
| 9       | Francia        | Léonce Cretin         | 44'23"         | 3:03'33"     |
| 9       | Francia        | Alfred Jacomis        | 45'29"         | 3:03'33"     |
| 10      | Jugoslavia     | Leon Knap             | 48'34"         | 3:04'38"     |
| 10      | Jugoslavia     | Avgust Jakopič        | 47'22"         | 3:04'38"     |
| 10      | Jugoslavia     | Alojz Klančnik        | 44'51"         | 3:04'38"     |
| 10      | Jugoslavia     | Franc Smolej          | 43'51"         | 3:04'38"     |
| 11      | Stati Uniti    | Birger Torrissen      | 49'52"         | 3:06'26"     |
| 11      | Stati Uniti    | Warren Chivers        | 44'24"         | 3:06'26"     |
| 11      | Stati Uniti    | Richard Parsons       | 45'02"         | 3:06'26"     |
| 11      | Stati Uniti    | Karl Satre            | 47'35"         | 3:06'26"     |
| 12      | Giappone       | Ginzo Yamada          | 51'38"         | 3:10'59"     |
| 12      | Giappone       | Tsutomu Sekido        | 45'49"         | 3:10'59"     |
| 12      | Giappone       | Shinzo Yamada         | 45'57"         | 3:10'59"     |
| 12      | Giappone       | Hiroshi Tadano        | 47'35"         | 3:10'59"     |
| 13      | Lettonia       | Herberts Dāboliņš     | 54'25"         | 3:26'08"     |
| 13      | Lettonia       | Pauls Kaņeps          | 50'15"         | 3:26'08"     |
| 13      | Lettonia       | Edgars Gruzītis       | 48'25"         | 3:26'08"     |
| 13      | Lettonia       | Alberts Riekstiņš     | 53'03"         | 3:26'08"     |
| 14      | Romania        | Willi Zacharias       | 56'56"         | 3:27'50"     |
| 14      | Romania        | Iosif Covaci          | 50'23"         | 3:27'50"     |
| 14      | Romania        | Ion Coman             | 48'32"         | 3:27'50"     |
| 14      | Romania        | Rudolf Kloeckner      | 51'59"         | 3:27'50"     |
| 15      | Bulgaria       | Hristo Kochov         | 52'32"         | 3:29'39"     |
| 15      | Bulgaria       | Ivan Angelakov        | 52'08"         | 3:29'39"     |
| 15      | Bulgaria       | Dimităr Kostov        | 53'59"         | 3:29'39"     |
| 15      | Bulgaria       | Racho Zhekov          | 51'00"         | 3:29'39"     |
| -       | Turchia        | Reşat Erceş           | 1:14'59"       | DNF          |
| -       | Turchia        | Sadri Erkılıç         | 1:04'06"       | DNF          |
| -       | Turchia        | Cemal Tigin           | 1'10'26"       | DNF          |
| -       | Turchia        | Mehmut Şevket Karman  | DNF            | DNF          |